# Basile de Gemona
Basile de Gemona (Basile Brollo, Brollo da Gemona, Basilio 葉尊孝 orthographié parfois Basilio Brollo de Glemona), né en 1648 à Gemona del Friuli et mort en 1704, est un missionnaire et frère mineur en Chine.

## Portrait de son activité de la mission de la région deShaanxi
Chargé d'une mission apostolique auprès des Chinois, Basile de Gemona acquit de grandes compétences dans le domaine de la langue chinoise. Il a créé la propagation de la foi chrétienne en Chine, et écrivit entre 1694 et 1699 à Nankin un dictionnaire latin-chinois de 7 000 idéogrammes avec la traduction correspondante portant le titre : « Hán-tzé-sin-yih ». Ce dictionnaire se propagea en Chine puis en Asie par le biais de copies.

## Le dictionnaire de latin-chinois
Ce dictionnaire circula longtemps sous forme manuscrite, malgré de nombreuses tentatives d'impression, à cause des difficultés techniques dues aux caractères chinois. Ce problème fut résolu grâce à la contribution d'un Chinois venu en France au XVIIe siècle, Arcade Huang (Hoang-ji). À la demande personnelle de Louis XIV et grâce à la collaboration d'Etienne Fourmont, fut imprimé un dictionnaire et une grammaire de la langue chinoise pour la bibliothèque personnelle du roi.

Malgré la mort de Huang en 1716, Fourmont réussit à présenter au Régent la première partie de cette œuvre : Table des 214 clés.
Dans les années suivantes, Fourmont réussit à réaliser les types de tous les caractères nécessaires pour l'achèvement de cette œuvre, jusqu'à sa mort, survenue en 1745. Le dictionnaire fut dès lors conservé dans la Bibliothèque du Roi.
En 1802, les caractères furent portés aux Imprimeries Impériales. Ce travail devait être confié à Antonio Montucci de Sienne, mais par des pressions de caractère nationaliste, il fut remplacé, par décret impérial du 22 octobre 1808, par de Guignes. Julius Klaproth et Abel Rémusat ont alors protesté pour défendre la notoriété du père de Gemona.
Le dictionnaire chinois-latin-français parut avec le même titre sous le nom de Chrétien-Louis-Joseph de Guignes en 1813 à Paris et sa publication, approuvée par Napoléon.
Aujourd'hui encore, ce dictionnaire demeure un outil de recherche important. En Chine, une quatrième édition a déjà été publiée, mais le nom de son véritable auteur est encore manquant.